# Giovanni Cobolli Gigli
Pour les articles homonymes, voir Gigli.
Giovanni Cobolli Gigli (né le 4 janvier 1945 à Albese con Cassano, dans la province de Côme, en Lombardie) est un homme d'affaires italien, qui fut entre autres le dirigeant  du club de football turinois de la Juventus entre 2006 et 2009.

## Biographie
Élève du Lycée scientifique Statale Vittorio Veneto et lauréat d'économie et de commerce à l'université Bocconi de Milan, Giovanni Cobolli Gigli commence à faire du marketing  pour une compagnie multinationale pharmaceutique, et rejoint en 1973 la compagnie turinoise IFI S.p.A.
En septembre 1980, il travaille pour le groupe éditorial Fabbri, et en devient le directeur général en 1984, puis travaille par la suite dans diverses sociétés jusque dans les années 2000.
En 2003, il est président de Federdistribuzione, puis devient député à la Chambre de Commerce et directeur de Confcommercio jusqu'à la fin 2005, avant d'occuper le poste de directeur d'Auchan jusqu'à la fin 2007.
Mais là où il retient l'attention, c'est lorsqu'en 2006, à la suite du scandale du Calciopoli, il reprend la tête du club turinois de football de la Juventus (placé à ce poste par Luca di Montezemolo), dont le poste de président a été laissé vacant par la démission de Franzo Grande Stevens, poste qu'il occupe jusqu'en 2009.